# Commentaire (philologie)
Pour les articles homonymes, voir Commentaire.
En philologie, un commentaire est une explication ligne par ligne ou mot par mot. Ce texte est généralement attaché à une édition d'un texte dans le même volume ou dans un volume d'accompagnement. Il peut s'appuyer sur différentes méthodologies d'études telles que la lecture approfondie ou la critique littéraire.
Cependant, son objectif principal est de clarifier la langue du texte, sa rédaction ainsi que sa culture spécifique, ces trois éléments pouvant ne pas être totalement acquis par le lecteur.
Un commentaire prend généralement la forme de notes de bas de page, de notes de fin ou de texte séparé référencé par ligne, paragraphe ou page.
Les outils utilisés pour rédiger des commentaires sur la langue d'un texte peuvent être des notes sur la critique textuelle, la syntaxe et la sémantique, ainsi que l'analyse de la rhétorique, des tropes littéraires et du style. Les objectifs sont d'éliminer, d'atténuer ou de signaler les obstacles linguistiques à la lecture et à la compréhension du texte.